# 维尔德波尔茨里德
维尔德波尔茨里德是德国巴伐利亚州的一个市镇。总面积21.36平方公里，总人口2519人，其中男性1246人，女性1273人（2011年12月31日），人口密度118人/平方公里。